# 扁明螺
扁明螺（学名：Atlanta depressa）是海蝶螺科海蝶螺屬的一個物種。

## 分佈
本物種見於南中國海海域，常栖息在浮游生活。